# サンリキュール
株式会社サンリキュール(英: Sunliqur inc.)は、山形県酒田市に本社を置く日本の企業。

## 概要
インターネットサービスの提供や、飲食・リラクゼーション業店舗・歯科向けインターネットサービス提供を行い、法人向けオフィス機器や携帯電話・セキュリティ・電力関連商品等の販売・支援を行う日本の企業である。宮城県仙台市青葉区と福島県郡山市、新潟県新潟市中央区にも拠点がある。現在はサンリキュールグループとして他グループ企業とともに活動している。

## 沿革
- 2004年（平成16年）  - 9月- 山形県酒田市にて、株式会社サンリキュール設立。テレマーケティングによる情報通信サービス提供開始。
- 2010年（平成22年）  - 8月- 本社所在地を酒田市内で移転。
- 2013年（平成25年）  - 6月- 宮城県仙台市青葉区に仙台支社開設。
- 2013年（平成25年）  - 6月- モバイルソリューション事業を開始。
- 2013年（平成25年）  - 6月- WEBソリューション事業を開始。
- 2013年（平成25年）  - 9月- 福島県郡山市に郡山支店開設。
- 2014年（平成26年）  - 1月- 宮城県「女性のチカラを活かす企業」に認定。
- 2014年（平成26年）  - 8月- 新潟県新潟市中央区に新潟支店開設。
- 2015年（平成27年）  - 4月- ネットセキュリティ事業を開始。
- 2015年（平成27年）  - 9月- 本社所在地を現在の場所へ移転。
- 2015年（平成27年）  - 10月- OAソリューション事業を開始。
- 2015年（平成27年）  - 11月- 歯科ソリューション事業を開始。
- 2016年（平成28年）  - 3月- 環境省運営環境保護プロジェクト「Fun to Share」へ賛同[1]。
- 2016年（平成28年）  - 4月- リラク&エステソリューション事業を開始。
- 2017年（平成29年）  - 1月- 経営理念改定。
- 2018年（平成30年）  - 10月- 株式会社stance innovationと事業提携
- 2022年（令和4年）　 - 3月- 代表取締役が瀬戸商事株式会社の代表取締役に就任
- 2023年（令和5年）    -12月-株式会社東北ナヴィスソリューションと事業提携
- 2024年（令和6年）　 -2月-代表取締役が株式会社REONEの代表取締役会長に就任
- 2024年（令和6年）　 -3月-株式会社オリーヴと事業提携

## 支社・支店
- 仙台支社
- 郡山支店
- 新潟支店

## 関連会社
- 株式会社ノースブライト
- 株式会社EPARK